# Текстовый браузер

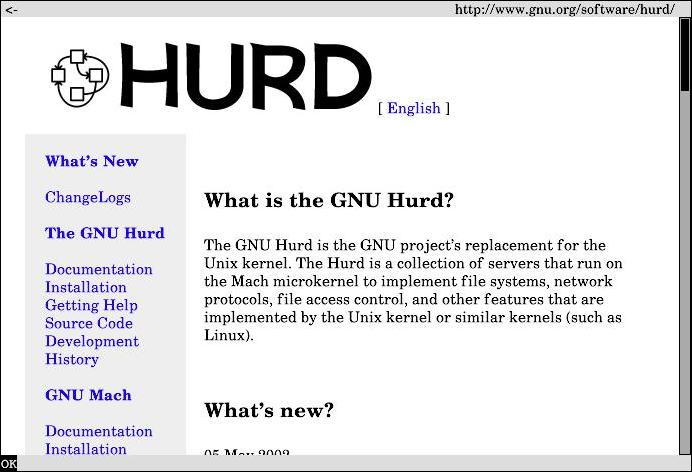
Скриншот Links, отображающий сайт GNU Hurd.

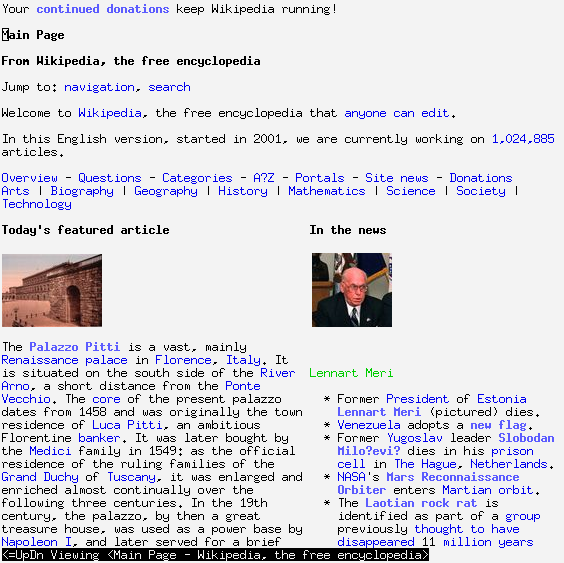
w3m отображает домашнюю страницу Википедии с изображениями.

Текстовый браузер — веб-браузер, который отображает текст веб-страницы и игнорирует графический контент. При соединениях с небольшой пропускной способностью такие браузеры обычно отображают страницы быстрее, чем графические браузеры, из-за снижения требований к ресурсам компьютера. Кроме того, расширенные возможности CSS, JavaScript и типографики графических браузеров требуют больше ресурсов процессора, которые экономятся при использовании текстового браузера. 
Также текстовые браузеры востребованы среди слабовидящих людей. Особенно эффективна связка с программным обеспечением для синтеза речи или преобразования текста в речь, которое читает текст пользователю. 
Прогрессивное улучшение позволяет сайту быть совместимым с текстовыми веб-браузерами без ущерба для функциональности более сложных браузеров, поскольку содержимое читается через чистый HTML без CSS или JavaScript. 

## Список текстовых браузеров
- Charlotte Web Browser (для VM/CMS)[2][3][4][5]
- Emacs/W3 & EWW for GNU Emacs
- Line Mode Browser (Тима Бернерса-Ли)
- Links
- ELinks
- Lynx (и производные ALynx and DosLynx)
- w3m
- WebbIE
- browsh